# Dunakeszi Szakorvosi Rendelőintézet
A Dunakeszi Szakorvosi Rendelőintézet 1970. január 1-jén kezdte meg működését Dunakeszin, a Bem utcában (ma: Farkas Ferenc Alapfokú Művészeti Iskola épülete), amely a helyi betegeken kívül a fótiakat is ellátta.
Az 1981 és 1985 közötti időszakra elfogadott város cselekvési terveben szerepelt, hogy rendelőintézetet kívánnak építeni a városközpontban, míg a régi SZTK-épületnek új funkciót adnak. Megállapították, hogy az intézmény már megalakulásának pillanatában nem megfelelő nagyságú épületet kapott, ennél fogva állandósult a zsúfoltság, amely évről évre növekedett. A probléma orvoslása végett 1981-ben egy toldaléképülettel látták el a Bem utcai épületet, hogy minden rendelésnek megfelelő hely jusson.
Dunakeszi Város Tanácsa 1987. január ülésén döntöttek egy új SZTK-épület átadásáról, amire december 18-án került sor, ekkor vehették birtokba az ellátásra szorulók. A korábbi tapasztalatokból okulva ezt az épületet már úgy tervezték meg, hogy szükség esetén további bővítéseket lehessen végezni házon belül. Erre a lépésre azonban a későbbiekben forráshiány miatt nem került sor. Az új épületben már nemcsak a helyi és a fóti, hanem a gödi betegeket is ellátták.
A város 2015-ben 150 millió forintot nyert a Szakorvosi Rendelőintézet energetikai korszerűsítésére is. A támogatásból nyílászárócsere és épületszigetelés valósult meg. Az önkormányzat saját forrásból ehhez a külső lépcsőket és rámpákat újította fel, kicserélte az épület tetőszerkezetét, valamint beépítette a tetőtér egy részét.
2016. január 14-én tartották a küllemében megújult Szakorvosi Rendelőintézet avatóját. A homlokzat modernizálásán kívül annak szigetelésére, a nyílászárók- és a tető héjazat cseréjére, a tetőtér beépítésre, valamint az épület körüli járdák és lépcsők felújítására is sor került.
2017-ben az önkormányzat többségi tulajdonában lévő Dunakeszi Egészségügyi és Szociális Nonprofit Kft. pályázatot nyújtott be az Egészséges Budapest Program keretében, amelyen nyert. A pályázatban az intézmény belső felújítására, a tetőtér beépítésére, napelemes rendszer telepítésére, pszichiátriai épület építésére, a tüdőgondozó telephely beköltöztetésére, a diagnosztikai eszközök cseréjére, beszerzésére, parkoló építésére, továbbá egynapos sebészeti ellátási rendszer kiépítésére nyert el mintegy 1,3 milliárd forintot a kft. A nyertes pályázatban foglaltak végrehajtása részben megtörtént, de – tekintettel a munkálatok nagyságrendjére – egyes elemek még 2020-ban is folyamatban vannak.

Dunakeszi SZTK, majd Szakorvosi Rendelőintézet vezetői (1969-től)

| Dr. Zalay Bálint                        | 1969.11.01.–1974.05.    |
| Dr. Sátori Árpád                        | 1974.05.–1977.11.       |
| Dr. Tölgyesi Ferenc                     | 1977.11.–1984           |
| Dr. Gódor Ferenc                        | 1984–1987.12.31.        |
| Dr. Molnár László (megbízott)           | 1988.01.01.–1988.04.30. |
| Dr. Muskó Alexandra                     | 1988.05.01.–1990.12.31. |
| Dr. Molnár László (megbízott)           | 1991.01.01.–01.20.      |
| Dr. Néder Miklós                        | 1991.01.21.–1998.11.30. |
| Dr. Belső László (önkormányzati biztos) | 1998.10.01.–1999.07.31. |
| Dr. Czalbert-Halasi János               | 1999.08.01.–2007        |
| Dr. Kollár Zoltán                       | 2007–2008.12.31.        |
| Dr. Gógucz Attila                       | 2009.03.–2011.12.31     |
| Erdész Zoltán                           | 2011.12.31–2012.03.     |
| Dr. Pál Miklós                          | 2012.03.–               |